# من غير ميعاد (فلم)
من غير ميعاد فيلم مصري تم انتاجه عام 1962. هو بطولة محرم فؤاد وسعاد حسني.

## قصة الفيلم
تعيش أرملة (زوزو ماضى) مع بناتها الثلاثة نادية (نادية لطفي) وسلوى (سعاد حسني) وفاطمة (خيرية أحمد) ومعهن خالهن (فاخر فاخر) وخالتهن (ميمي شكيب) في فيلا في الإسكندرية. وتقوم بتأجير الشاليه المجاور للفيلا الذي تملكه للرسام الأعزب الثرى وحيد(محمد سلطان) . تقع سلوى في حب وحيد، ولا تخبر أحدًا بذلك، بينما هو لا يبادلها نفس الشعور، حيث أنه معجب بنادية. يقوم كمال (محرم فؤاد)، المغنى المتوسط الحال بزيارة صديقه وحيد في الشاليه. يقع كمال في حب نادية وهي تبادله نفس الشعور ولكنه لا يعلم أن صديقه وحيد يحبها هو الآخر، وعندما يعلم كمال بذلك، يقرر الابتعاد. وتدور الأحداث حتى يكتشف وحيد حب سلوى له ويبدأ أن يبادلها نفس الشعور . ويعود كمال لنادية.

## طاقم التمثيل
- نادية نادية لطفي
- الأم زوزو ماضى
- سلوى سعاد حسني
- فاطمة خيرية أحمد
- الخال فاخر فاخر
- الخالة ميمي شكيب
- وحيد محمد سلطان
- كمال محرم فؤاد

## أغانى الفيلم
-متضيعش الوقت يا قلبى معاه
-عنيكى الخضر سحرونى
-ح اسيب لك الدنيا وامشى
-انا بصراحة (خمسة سياحة)